# Forel-sur-Lucens

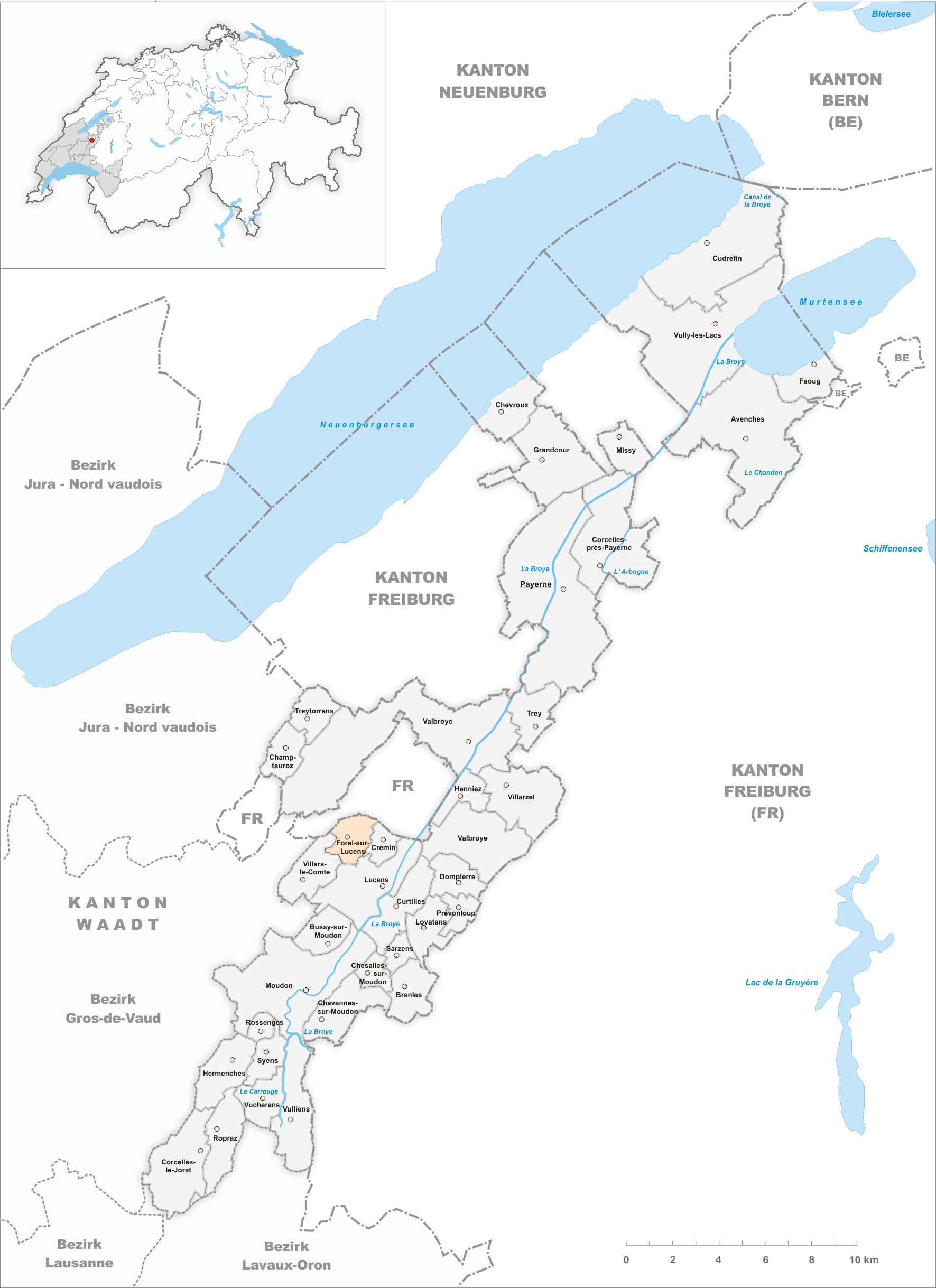
Gemeindestand vor der Fusion am 1. Januar 2017

Forel-sur-Lucens war bis zum 31. Dezember 2016 eine politische Gemeinde im Distrikt Broye-Vully des Kantons Waadt in der Schweiz. Am 1. Januar 2017 fusionierte Forel-sur-Lucens mit den ehemaligen Gemeinden Brenles, Chesalles-sur-Moudon, Cremin und Sarzens zur neuen Gemeinde Lucens.

## Geographie
Forel-sur-Lucens liegt auf 672 m ü. M., 14 km südwestlich des Bezirkshauptortes Payerne (Luftlinie). Das Bauerndorf erstreckt sich auf einem Hochplateau im Molassehügelland zwischen der Mentue und der Broye, im Waadtländer Mittelland.
Die Fläche des 2,8 km² grossen Gemeindegebiets umfasst einen Abschnitt des Hügellandes zwischen der Mentue im Westen und dem mittleren Broyetal im Osten. Der zentrale Teil des Gebietes wird vom Hochplateau von Forel eingenommen. Nach Süden reicht der Gemeindeboden in die tief ein das Plateau eingeschnittenen linken Seitentäler des Vallon des Vaux, das bei Lucens ins Broyetal hinaustritt. Im Westen erstreckt sich das Gebiet auf die Waldhöhe Bois d'Amont und erreicht hier mit 765 m ü. M. den höchsten Punkt von Forel-sur-Lucens. Von der Gemeindefläche entfielen 1997 5 % auf Siedlungen, 19 % auf Wald und Gehölze und 76 % auf Landwirtschaft.
Forel-sur-Lucens besteht aus den beiden Ortsteilen Forel-Dessous (672 m ü. M.) und Forel-Dessus (700 m ü. M.) am Ostabhang des Bois d’Amont sowie mehreren Einzelhöfen. Nachbargemeinden von Forel-sur-Lucens sind Lucens und Villars-le-Comte im Kanton Waadt sowie Prévondavaux, Surpierre im Kanton Freiburg.

## Bevölkerung
Mit 152 Einwohnern (Stand 31. Dezember 2015) gehörte Forel-sur-Lucens zu den kleinsten Gemeinden des Kantons Waadt. Von den Bewohnern sind 93,4 % französischsprachig, 5,1 % deutschsprachig und 0,7 % englischsprachig (Stand 2000). Die Bevölkerungszahl von Forel-sur-Lucens belief sich 1850 noch auf 233 Einwohner, 1900 auf 195 Einwohner. Danach wurde bis 1980 durch starke Abwanderung eine weitere Abnahme auf 119 Einwohner verzeichnet; seither nahm die Bevölkerung wieder leicht zu.

## Wirtschaft
Forel-sur-Lucens war bis in die zweite Hälfte des 20. Jahrhunderts ein vorwiegend durch die Landwirtschaft geprägtes Dorf. Noch heute haben der Ackerbau, der Obstbau und die Viehzucht eine wichtige Bedeutung in der Erwerbsstruktur der Bevölkerung. Weitere Arbeitsplätze sind im lokalen Kleingewerbe und im Dienstleistungssektor vorhanden. Aufgrund der stetigen Bevölkerungsabnahme wurde die Schule 1968 geschlossen. Mit der Errichtung einiger Einfamilienhäuser in den letzten Jahrzehnten hat sich das Dorf auch zu einer Wohngemeinde entwickelt. Einige Erwerbstätige sind deshalb Wegpendler, die in den umliegenden grösseren Ortschaften arbeiten.

## Verkehr
Die Gemeinde liegt abseits der grösseren Durchgangsstrassen, nahe einer Verbindungsstrasse von Lucens nach Combremont-le-Grand. Die Buslinie von Moudon nach Lucens, bedient die Haltestelle Forel-sur-Lucens Dessous.

## Geschichte
Die erste urkundliche Erwähnung des Ortes erfolgte 1239 unter dem Namen Forest. Später erschienen die Bezeichnungen Fores (1342) und Forex (1354).
Seit dem Mittelalter bildete Forel-sur-Lucens eine eigene kleine Herrschaft, die unter der Oberhoheit der Grafen von Savoyen stand. Im Lauf der Zeit erlebte das Dorf zahlreiche Besitzerwechsel. Mit der Eroberung der Waadt durch Bern im Jahr 1536 gelangte Forel-sur-Lucens unter die Verwaltung der Landvogtei Moudon. Nach dem Zusammenbruch des Ancien Régime gehörte das Dorf von 1798 bis 1803 während der Helvetik zum Kanton Léman, der anschliessend mit der Inkraftsetzung der Mediationsverfassung im Kanton Waadt aufging. 1798 wurde es dem Bezirk Moudon zugeteilt.

## Sehenswürdigkeiten
An der Stelle der ehemaligen Kapelle wurde 1888 das neue Schulhaus mit Glockentürmchen errichtet. Die neue Dorfkapelle wurde 1951 erbaut.